# Sagas reales

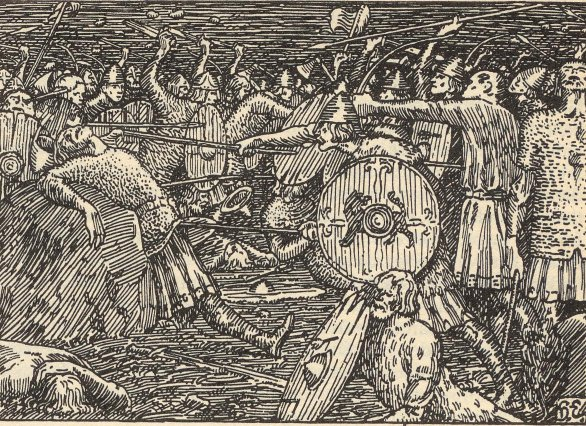
De Heimskringla, la saga de Olaf II de Noruega, por Halfdan Egedius.

Las Sagas reales o Sagas de los reyes (nórdico antiguo: Konungasögur) son sagas nórdicas que explican la vida de los monarcas escandinavos. Fueron compuestas entre los siglos XII y XIV en Islandia y Noruega.
Lista de sagas reales, incluidos trabajos en latín, aproximadamente en orden cronológico de composición (algunas fechas pueden variar en décadas):
- Trabajo en latín por Sæmundr fróði, aprox. 1120, perdido.
- Versión antigua de Íslendingabók de Ari fróði, aprox. 1125, perdido.
- Hryggjarstykki de Eiríkr Oddsson, ca. 1150, perdido.
- Historia Norvegiæ, aprox. 1170.
- Historia de Antiquitate Regum Norwagiensium de Theodoricus Monachus, aprox. 1180.
- Saga Skjöldunga, aprox. 1180, conservación precaria.
- Saga antigua de San Olaf, aprox. 1190, perdida casi en su totalidad.
- Ágrip af Nóregskonungasögum, aprox. 1190.
- Óláfs saga Tryggvasonar en latín por Oddr Snorrason, aprox. 1190, sobrevive gracias a una traducción.
- Óláfs saga Tryggvasonar en latín por Gunnlaugr Leifsson, aprox. 1195, perdida.
- Saga Sverris, de Karl Jónsson, aprox. 1205.
- Saga legendaria de San Olaf, aprox. 1210.
- Morkinskinna, aprox. 1220 anterior a Fagrskinna.
- Fagrskinna, aprox. 1220.
- Óláfs saga helga de Styrmir Kárason, aprox. 1220, perdida casi en su totalidad.
- Böglunga sögur, aprox. 1225.
- Saga separada de San Olaf, de Snorri Sturluson, aprox. 1225.
- Heimskringla de Snorri Sturluson, aprox. 1230.
- Saga Knýtlinga, probablemente de Óláfr Þórðarson, aprox. 1260.
- Hákonar saga Hákonarsonar, de Sturla Þórðarson, aprox. 1265.
- Magnúss saga lagabœtis, de Sturla Þórðarson, aprox. 1280, solo sobreviven algunos fragmentos.
- Hulda-Hrokkinskinna, aprox. 1280.
- Óláfs saga Tryggvasonar en mesta, aprox. 1300.

En algunas ocasiones se han considerado como parte de las sagas reales a: 
- Saga Jomsvikinga
- Saga Orkneyinga
- Saga Færeyinga
- Saga Brjáns